# Julius Bernhard Friedrich Adolph Wilbrand
Julius Bernhard Friedrich Adolph Wilbrand (Gießen, Alemania, 22 de agosto de 1839-22 de junio de 1906), fue un químico alemán, conocido por sintetizar por primera vez trinitrotolueno (TNT), a través de la nitración del tolueno, en 1863.
Hijo de los médicos Julius Franz Joseph Wilbrand y Albertine Knapp, estudió Química en la Universidad de Gießen.
Pese a ser el primero en sintetizar trinitrotolueno, no descubrió sus capacidades como explosivo, y fue utilizado como tinte de ropa. Dichas cualidades como explosivo serían descubiertas más adelante.